# ادموند برتون (بازیکن فوتبال)
ادموند برتون (انگلیسی: Edmund Burton؛ ۱۸۹۳ – ۱۳ اوت ۱۹۱۶ (aged 23)) بازیکن فوتبال بود.
از باشگاه‌هایی که در آن بازی کرده‌است می‌توان به باشگاه فوتبال بریستول سیتی اشاره کرد.